# Кулюхин, Сергей Алексеевич
Серге́й Алексе́евич Кулю́хин (род. 3 апреля 1957) — советский и российский ученый в области радиохимии, доктор химических наук, лауреат премии им. В. Г. Хлопина РАН, почётный работник науки и высоких технологий РФ. Основные работы посвящены радиохимии актиноидов, процессам кристаллизации и сокристаллизации радиоактивных элементов и изотопов.

## Биография
Родился в Москве. В 1975—1979 годах — студент химического факультета МГУ им. М. В. Ломоносова, учился на кафедре радиохимии. Выступал за регбийную команду МГУ «Буревестник», кандидат в мастера спорта. Дипломную работу выполнил в лаборатории И. В. Мелихова.
После окончания МГУ в 1979 году поступил в ИФХЭ РАН в лабораторию Н. Б. Михеева. Первые работы посвящены исследованию механизмов сокристаллизации тяжёлых элементов — менделевия, кюрия и др. В 1988 году защитил кандидатскую диссертацию по теме «Физико-химические свойства f-элементов в низших степенях окисления в растворах». В 2002 году защитил докторскую диссертацию, посвящённую исследованиям процессов сокристаллизации f-элементов в низших состояниях окисления и некоторых радиоактивных элементов в растворах, расплавах и газовой фазе.
В 2010 г. получил премию имени В. Г. Хлопина Президиума РАН — высшую награду Российской академии наук за работы в области радиохимии.

## Научные работы
Кулюхиным был разработан процесс агломерационной сокристаллизации ионных соединений в газовой фазе и предложена концепция использования этого механизма для купирования радиационных аварий. Работы были поддержаны РФФИ и ГК РОСАТОМ. В 1997-2005 гг. постоянно являлся руководителем грантов РФФИ по данному направлению. Данные работы внедрены в систему обеспечения радиацонной безопасности на российских АЭС.
Совместно с академиком С. Н. Калмыковым и рядом других учёных — автор концепции газофазной конверсии оксидных фаз лантанидов и урана  .
Работы, связанные с разработкой нового гранулированного сорбента для локализации летучих форм радиоактивного иода, в период 2003-2005 гг. были поддержаны Отделением химии и наук о материалах РАН. В 2004-2019 гг. С.А. Кулюхин постоянно участвовал в выполнении работ по Программам ОХНМ и Президиума РАН.
С.А. Кулюхин является автором более 600 научных публикаций, из которых 315 являются научными статьями в рецензируемых российских и зарубежных журналах. Ряд работ посвящен вопросам обращения с радиоактивными отходами.

## Научно-организационная деятельность
В 2002 г возглавил Лабораторию физико-химических методов локализации радиоактивных элементов, сменив на этом посту д.х.н. Н.Б. Михеева. В 2016 г. С.А. Кулюхин  стал заместителем директора по научной работе ИФХЭ РАН , приняв Отдел радиохимии у чл.-корр. РАН Ершова Бориса Григорьевича.
В 2010—2012 гг. он являлся руководителем государственного контракта по федеральной целевой программе «Научные и научно-педагогические кадры инновационной России» на 2009—2013 гг.
Член программного комитета Российской конференции с международным участием «Радиохимия» в 2015, 2018 и 2022 годах.
Эксперт при Государственной дирекции федеральной целевой программы по развитию науки и техники на 2007—2016 гг. и федеральной целевой программы «Научные и научно-педагогические кадры инновационной России» на 2009—2013 гг.
Также является экспертом Минобрнауки по государственным заданиям, экспертом по системе грантов ERA Net RUS от ИФХЭ РАН, экспертом Российской академии наук, экспертом при БЕН РАН, членом Ученого Совета ИФХЭ РАН, научно-технического совета № 5 Госкорпорации «Росатом», Межведомственного совета по радиохимии при Президиуме РАН и Госкорпорации «Росатом», редколлегии журналов «Радиохимия» и «Химическая технология».

## Преподавательская деятельность
Профессор Научно-образовательного комплекса Института физической химии и электрохимии им. А.Н. Фрумкина Российской академии наук с 2010 г. Член приемной комиссии в аспирантуру НОЦ. Член диссертационных советов по защите докторских и кандидатских диссертаций Д 002.259.02 при ИФХЭ РАН и ДМ 418.002.01 при АО «ВНИИНМ». Под руководством С.А. Кулюхина выполнены и защищены 3 диссертационные работы на соискание ученой степени кандидата химических наук:
- Ю.М. Неволин (2020) — «Газофазная окислительная конверсия компонентов оксидного, нитридного и карбидного отработавшего ядерного топлива»[6],
- А.Н. Велешко (2008) — «Взаимодействие радионуклидов с хитин- и хитозансодержащими биополимерами в растворах»[7]
- И.В. Климович (2012) — «Синтетические аналоги гидроталькита в процессах локализации радиоактивных элементов из растворов».

Защищена докторская работа, автор А. Н. Велешко (2016) — «Процессы взаимодействия радионуклидов с полимерными материалами на основе хитина и хитозана : фундаментальные и прикладные аспекты», в которой С.А.Кулюхин был научным консультантом.

## Патенты
Имеет более 20 авторских свидетельств и патентов, в т.ч.:
- Способ получения сорбента для улавливания летучих форм радиоактивного йода / Кулюхин С.А., Мизина Л.В., Коновалова Н.А., Красавина Е.П., Румер И.А. #2479347 (20 апреля 2013)
- Способ извлечения радионуклида 60-Со из жидких радиоактивных отходов АЭС. Кулюхин С.А., Коновалова Н.А., Горбачева М.П., Румер И.А., Красавина Е.П., Мизина Л.В. #2497213 (27 октября 2013)
- Способ переработки маслосодержащих жидких радиоактивных отходов. Сафонов А.В., Трегубова В.Е., Герман К.Э., Кулюхин С.А., Ершов Б.Г., Горбунова О.А. #2528433 (2013)
- Сорбент для непрерывной очистки трансформаторных масел. Кулюхин С.А., Селиверстов А.Ф., Комаров В.Б., Львова М.М., Лагунова Ю.О., Ершов Б.Г., Красавина Е.П., Лютько Е.О. #2 654047 (2018)
- Комбинированный фильтр для очистки радиоактивной парогазовой смеси / Кулюхин С.А., Румер И.А., Крапухин В.Б., Лавриков В.А., Кулемин В.В., Красавина Е.П., Горбачева М.П. #184350 (2018)[9]
- Способ получения терефталевой кислоты из отходов полиэтилен-терефталата / Кулюхин С.А., Гордеев А.В., Красавина Е.П. #2724893 (2020)[10]

Многократно участвовал с докладами в международных, всесоюзных и всероссийских конференциях.

## Монографии
- Майоров А.В., Львов М.Ю., Кулюхин С.А., Львов Ю.Н., Лютько Е.О. Оценка технического состояния силовых трансформаторов и автотрансформаторов напряжением 110 кВ и выше. — М.: Электроэнергия. Передача и распределение, 2022. — С. 128. — ISBN 978-5-6048411-0-5.

## Награды
- Премия имени В. Г. Хлопина Президиума Российской академии наук (2010) — за цикл работ «Процессы кристаллизации и сокристаллизации в обнаружении неизвестных ранее свойств радиоактивных элементов»[11]
- Почетный работник науки и высоких технологий (2022, награда Минобрнауки)